# Dīmītrīs Charitopoulos
Dīmītrīs Charitopoulos (in greco Δημήτρης Χαριτόπουλος?; Alexandreia, 14 novembre 1983) è un cestista greco.

## Carriera
Con la Grecia under 26 ha disputato i Giochi del Mediterraneo di Almería 2005.

## Palmarès
- Coppa di Grecia: 1

Aris Salonicco: 2003-04
- FIBA Europe Champions Cup: 1

Aris Salonicco: 2002-03